# Liga de Voleibol Superior Masculino 1976
La Liga de Voleibol Superior Masculino 1976 si è svolta nel 1976: al torneo hanno partecipato 12 franchigie portoricane e la vittoria finale è andata per la prima volta ai Mets de Guaynabo.

## Regolamento
La competizione vede le dodici franchigie partecipanti divise in due sezioni: la prime quattro classificate di ogni sezione accedono ai play-off scudetto, dove vengono accoppiate col metodo della serpentina, senza tenere conto della sezione di provenienza, sulla base del numero di incontri vinti. I play-off scudetto sono strutturati in quarti di finale al meglio delle tre gare, semifinali al meglio delle cinque gare e finale al meglio delle sette gare.

## Squadre partecipanti
| - Bucaneros de Arroyo - Caciques de Jayuya - Cafeteros de Yauco - Changos de Naranjito - Criollos de Caguas - Gigantes de Adjuntas | - Guayacanes de Guayanilla - Lares Septiembre 23 - Leones de Ponce - Mets de Guaynabo - Plataneros de Corozal - Round Hill |

## Campionato

### Regular season

#### Classifica - Sezione Metro
| Pos. | Squadra               | G  | V  | P  | SV | SP | Ratio | PF | PS | Ratio |
| ---- | --------------------- | -- | -- | -- | -- | -- | ----- | -- | -- | ----- |
| 1    | Mets de Guaynabo      | 22 | 20 | 2  |    |    |       |    |    |       |
| 2    | Plataneros de Corozal | 22 | 19 | 3  |    |    |       |    |    |       |
| 3    | Changos de Naranjito  | 22 | 16 | 6  |    |    |       |    |    |       |
| 4    | Round Hill            | 22 | 10 | 12 |    |    |       |    |    |       |
| 5    | Bucaneros de Arroyo   | 22 | 10 | 12 |    |    |       |    |    |       |
| 6    | Criollos de Caguas    | 22 | 8  | 14 |    |    |       |    |    |       |

#### Classifica - Sezione Isla
| Pos. | Squadra                  | G  | V  | P  | SV | SP | Ratio | PF | PS | Ratio |
| ---- | ------------------------ | -- | -- | -- | -- | -- | ----- | -- | -- | ----- |
| 1    | Cafeteros de Yauco       | 22 | 18 | 4  |    |    |       |    |    |       |
| 2    | Leones de Ponce          | 22 | 13 | 9  |    |    |       |    |    |       |
| 3    | Gigantes de Adjuntas     | 22 | 8  | 14 |    |    |       |    |    |       |
| 4    | Lares Septiembre 23      | 22 | 8  | 14 |    |    |       |    |    |       |
| 5    | Guayacanes de Guayanilla | 22 | 1  | 21 |    |    |       |    |    |       |
| 6    | Caciques de Jayuya       | 22 | 1  | 21 |    |    |       |    |    |       |

| Ai play-off scudetto |

### Play-off
|  | Quarti di finale | Quarti di finale      | Quarti di finale     |                       |                    | Semifinali            | Semifinali | Semifinali |  |  | Finale | Finale           | Finale |
|  |                  |                       |                      |                       |                    |                       |            |            |  |  |        |                  |        |
|  | 1                | Mets de Guaynabo      | 2                    |                       |                    |                       |            |            |  |  |        |                  |        |
|  | 8                | Round Hill            | 0                    |                       |                    |                       |            |            |  |  |        |                  |        |
|  | 8                | Round Hill            | 0                    |                       | 1                  | Mets de Guaynabo      | 3          |            |  |  |        |                  |        |
|  |                  |                       |                      |                       | 1                  | Mets de Guaynabo      | 3          |            |  |  |        |                  |        |
|  |                  | 5                     | Gigantes de Adjuntas | 0                     |                    |                       |            |            |  |  |        |                  |        |
|  | 4                | 5                     | Gigantes de Adjuntas | 0                     | Leones de Ponce    | 1                     |            |            |  |  |        |                  |        |
|  | 4                |                       |                      |                       | Leones de Ponce    | 1                     |            |            |  |  |        |                  |        |
|  | 5                | Gigantes de Adjuntas  | 2                    |                       |                    |                       |            |            |  |  |        |                  |        |
|  |                  |                       |                      |                       |                    |                       |            |            |  |  | 1      | Mets de Guaynabo | 4      |
|  |                  |                       | 2                    | Plataneros de Corozal | 3                  |                       |            |            |  |  |        |                  |        |
|  | 2                | Plataneros de Corozal | 2                    |                       |                    |                       |            |            |  |  |        |                  |        |
|  | 7                | Changos de Naranjito  | 1                    |                       |                    |                       |            |            |  |  |        |                  |        |
|  | 7                | Changos de Naranjito  | 1                    |                       | 2                  | Plataneros de Corozal | 3          |            |  |  |        |                  |        |
|  |                  |                       |                      |                       | 2                  | Plataneros de Corozal | 3          |            |  |  |        |                  |        |
|  |                  | 3                     | Cafeteros de Yauco   | 0                     |                    |                       |            |            |  |  |        |                  |        |
|  | 3                | 3                     | Cafeteros de Yauco   | 0                     | Cafeteros de Yauco | 2                     |            |            |  |  |        |                  |        |
|  | 3                |                       |                      |                       | Cafeteros de Yauco | 2                     |            |            |  |  |        |                  |        |
|  | 6                | Lares Septiembre 23   | 0                    |                       |                    |                       |            |            |  |  |        |                  |        |